# Patrizio Sala
Patrizio Sala (16. červen 1955, Bellusco, Itálie) je bývalý italský fotbalový záložník a trenér.
Fotbalové vyrůstal v Monze, kde také v roce 1973 začal hrát poprvé za dospělé. V roce 1975 coby velký talent byl prodán do Turína, kde hrál šest let. Za tuhle dobu s ní vyhrál svůj jediný titul v sezoně 1975/76. V roce 1981 musel být prodán do druholigové Sampdorie, kvůli finančním problémům klubu. Po jedné sezoně se stěhoval do Fiorentiny a pak po roce v Pise a v roce 1984 hrál v Ceseně, kde hrál do roku 1987. Poté nastupoval dva roky za Parmu a v roce 1990 zakončil kariéru v Solbiatese.
Za reprezentaci odehrál za čtyři roky osm utkání. Byl na MS 1978, kde nastoupil do utkání o 3. místo.
Po ukončení fotbalové kariéry se stal trenérem a většinou působil v klubech co hráli ve druhé a třetí lize.

## Hráčská statistika
| Sezóna  | Klub       | Liga     | Liga   | Liga | Ligové poháry | Ligové poháry | Ligové poháry | Kontinentální poháry | Kontinentální poháry | Kontinentální poháry | Celkem | Celkem |
| Sezóna  | Klub       | Soutěž   | Zápasy | Góly | Soutěž        | Zápasy        | Góly          | Soutěž               | Zápasy               | Góly                 | Zápasy | Góly   |
| ------- | ---------- | -------- | ------ | ---- | ------------- | ------------- | ------------- | -------------------- | -------------------- | -------------------- | ------ | ------ |
| 1973/74 | Monza      | Serie C  | 8      | 1    | IP            | 0             | 0             | -                    | 0                    | 0                    | 8      | 1      |
| 1974/75 | Monza      | Serie C  | 29     | 3    | IP            | 0             | 0             | -                    | 0                    | 0                    | 29     | 3      |
| 1975/76 | Turín      | Serie A  | 29     | 0    | IP            | 3             | 0             | -                    | 0                    | 0                    | 0      |        |
| 1976/77 | Turín      | Serie A  | 26     | 0    | IP            | 3             | 0             | PMEZ                 | 4                    | 1                    | 33     | 1      |
| 1977/78 | Turín      | Serie A  | 29     | 2    | IP            | 5             | 0             | UEFA                 | 6                    | 0                    | 40     | 2      |
| 1978/79 | Turín      | Serie A  | 22     | 1    | IP            | 2             | 0             | UEFA                 | 1                    | 0                    | 26     | 1      |
| 1979/80 | Turín      | Serie A  | 27     | 0    | IP            | 8             | 1             | UEFA                 | 2                    | 0                    | 37     | 1      |
| 1980/81 | Turín      | Serie A  | 25     | 1    | IP            | 9             | 2             | UEFA                 | 6                    | 1                    | 40     | 4      |
| 1981/82 | Sampdoria  | Serie B  | 34     | 1    | IP            | 8             | 1             | -                    | 0                    | 0                    | 42     | 2      |
| 1982/83 | Fiorentina | Serie A  | 21     | 0    | IP            | 2             | 0             | -                    | 0                    | 0                    | 23     | 0      |
| 1983/84 | Pisa       | Serie A  | 23     | 0    | IP            | 2             | 0             | -                    | 0                    | 0                    | 25     | 0      |
| 1984/85 | Cesena     | Serie B  | 36     | 1    | IP            | 5             | 0             | -                    | 0                    | 0                    | 41     | 1      |
| 1985/86 | Cesena     | Serie B  | 31     | 1    | IP            | 4             | 0             | -                    | 0                    | 0                    | 35     | 1      |
| 1986/87 | Cesena     | Serie B  | 29     | 2    | IP            | 5             | 0             | -                    | 0                    | 0                    | 34     | 2      |
| 1987    | Cesena     | Serie A  | 2      | 0    | IP            | 2             | 0             | -                    | 0                    | 0                    | 4      | 0      |
| 1987/88 | Parma      | Serie B  | 20     | 0    | IP            | 1             | 0             | -                    | 0                    | 0                    | 21     | 0      |
| 1988/89 | Parma      | Serie B  | 16     | 0    | IP            | 1             | 0             | -                    | 0                    | 0                    | 17     | 0      |
| 1989/90 | Solbiatese | Serie C2 | 14     | 0    | IP            | 0             | 0             | -                    | 0                    | 0                    | 14     | 0      |
| Celkem  | Celkem     | Celkem   | 421    | 13   | -             | 60            | 4             | -                    | 20                   | 2                    | 501    | 19     |

## Úspěchy

### Klubové
- 1× vítěz 1. italské ligy (1975/76)

### Reprezentační
- 1× na MS (1978)
- 1× na ME U21 (1978)